# Pesa de Bar Kojba

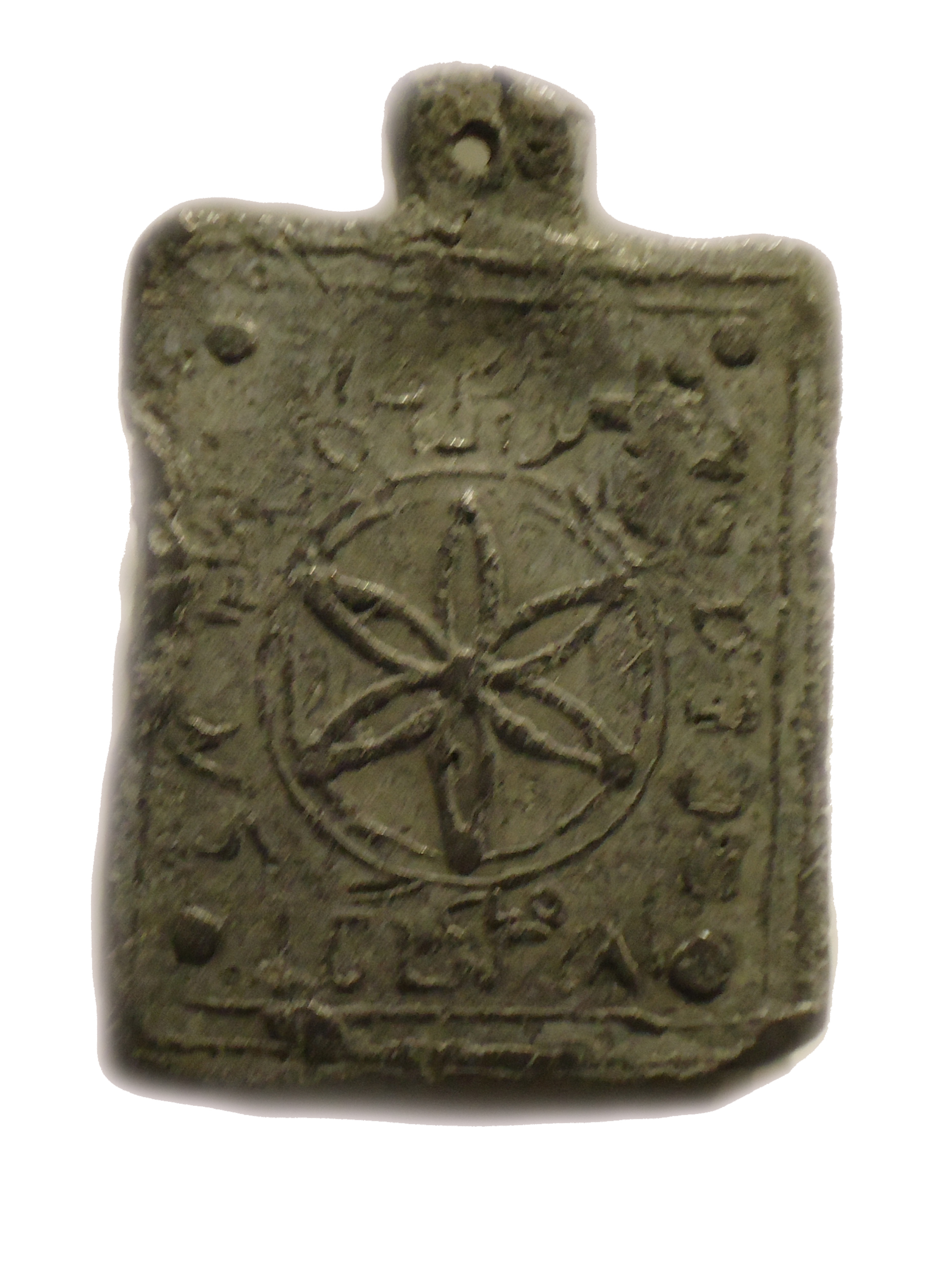
Pesa de Bar Kojba encontrada en Beit Guvrin, Israel

Las pesas de Bar Kojba son pesas utilizadas durante la revuelta de Bar Kojba. De las siete encontradas hasta ahora, seis provenían del mercado de antigüedades y solo una se encontró en un estudio arqueológico.

## Pesas con inscripciones hebreas
Cuatro de las pesas son del período Bar Kojba, en el que la inscripción se realizó utilizando el alfabeto hebreo cuadrado.
Yair Zoran encontró una pesa de plomo en 1987 en un escondite subterráneo en Horvat Alim cerca de Beit Guvrin, Israel. El hallazgo fue publicado por Amos Kloner. Con 803 gramos (1,8 lb), está decorado con un elegante color burdeos y rodeado por una inscripción hebrea. Kloner mencionó en su artículo que se compró una pesa adicional en 1967 para el Museo Eretz Israel, pero que fue robada en 1976. Tenía unos 400 gramos (14,1 oz) de peso. Hasta el hallazgo de 1987, no se sabía que esta pesa pertenecía al período Bar Kojba. Otras dos pesas que menciona Kloner fueron publicadas por Baruch Lipschitz, una de ellas con 210 gramos (7,4 oz) y la otra con 205 gramos (7,2 oz) de peso.

## Pesas con inscripciones paleohebreas
Otras tres pesas provenientes del mercado de antigüedades llevan una inscripción en el alfabeto paleohebreo.
En 2001, Robert Deutsch publicó otra pesa de 421 gramos (14,9 oz). Está inscrito en el alfabeto hebreo antiguo: Shimon, hijo de Kosba, príncipe de Israel. Fue comprada por Shlomo Moussaieff. En 2003, Deutsch realizó otra publicación, esta vez una pesa de 215 gramos (7,6 oz), con una inscripción en el antiguo alfabeto hebreo: Shimon, Príncipe de Israel.